# 52 (число)
52 (пятьдесят два) — натуральное число, расположенное между числами 51 и 53.

## Математика
- Число 52 — пятое десятиугольное число[1], третье неприкосновенное число[2], шестое число Белла[3].
- Существует 52 способа представить число 25 в виде суммы простых чисел[4].
- Существует ровно 52 неизоморфных группы порядка 48, причём число групп любого ме́ньшего порядка не превышает 51[5].

## Календарь
Числа, связанные с григорианским календарём: 4, 7, 14, 28, 29, 30, 31, 52, 90, 91, 92, 97, 100, 365, 366, 400
- 52 день в году — 21 февраля.
- Год включает 52 полные недели.

- Стандарт ISO 8601 определяет 400-летний цикл, в котором 329 лет содержат по 52 календарных недели (364 дня) и 71 год содержит по 53 календарных недели (371 день).

## Пятидесятидвухгерцевый кит

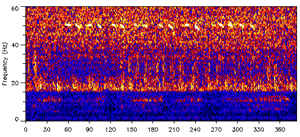
Спектрограмма пения пятидесятидвухгерцевого кита

Пятидесятидвухгерцевый кит — особь неизвестного вида кита, которая регулярно отслеживается в различных местах океана с 1980-х годов по причине крайне необычного пения на частоте 52 Гц. Это гораздо большая частота, нежели у синего кита (15—20 Гц) или финвала (20 Гц), которого этот кит больше всего напоминает по маршрутам своих миграций. Данный кит, вероятно, единственный в мире с пением на такой частоте, поэтому часто называется самым одиноким китом в мире.

## Наука
- Химический элемент с атомным номером 52 — теллур.

## В других областях
- 52 год; 52 год до н. э., 1952 год

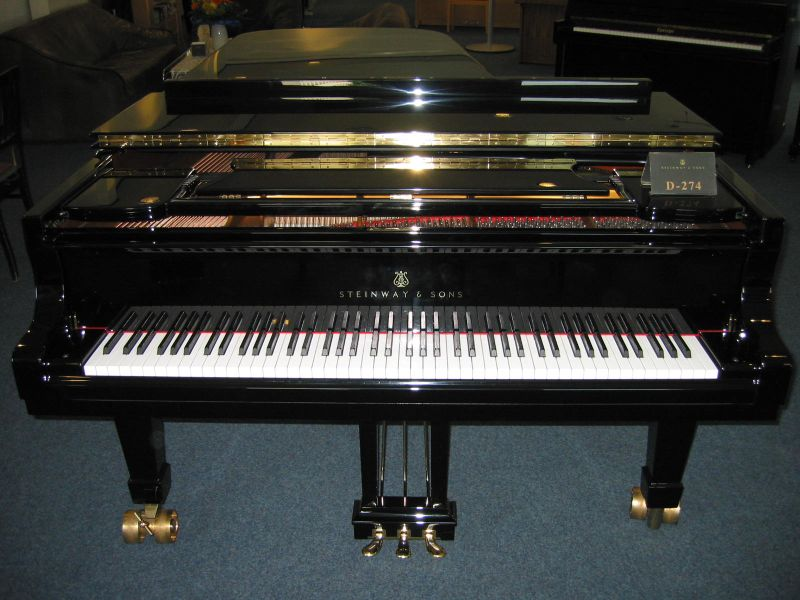
52 белых клавиши на фортепиано

- Полная колода без джокеров содержит 52 карты — 13 основных карт каждой из 4 мастей.
- Современный диапазон фортепиано — 88 клавиш, 52 из которых — белые.
- Символ ASCII с кодом 52 — цифра «4».
- 52 — код субъекта РФ и один из кодов ГИБДД-ГАИ Нижегородской области.
- 52 — интернет-мем.[8]